# London Town
London Town — сьомий музичний альбом гурту Wings британського музиканта Пола Маккартні, який був виданий у 1978 році. Записувався протягом майже цілого року. За цей час кілька важливих подій відбулося у житті гурту: двоє учасників залишили ансамбль, у подружжя Маккартні народився син, а наприкінці 1977-го  вийшов сингл із піснею «Mull of Kintyre», який став найуспішнішим з комерційного боку синглом в історії музичної індустрії Великої Британії.

## Список композицій
Усі пісні написано Полом Маккартні, крім спеціально позначених.

### Сторона 1
1. «London Town» (Маккартні/Лейн) — 4:10
2. «Cafe On The Left Bank» — 3:25
3. «I'm Carrying» — 2:44
4. «Backwards Traveller» — 1:09
5. «Cuff Link» — 1:59
6. «Children Children» (Маккартні/Лейн) — 2:22
  - Соліст — Денні Лейн
7. «Girlfriend» — 4:39
  - Написано у стилі гурту Jackson 5. Пізніше Майкл Джексон записав свою версію пісні, що вийшла на його платівці Off the Wall (1979)
8. «I've Had Enough» — 3:02

### Сторона 2
1. «With a Little Luck» — 5:45
2. «Famous Groupies» — 3:36
3. «Deliver Your Children» (Маккартні/Лейн) — 4:17
  - Соліст — Денні Лейн
4. «Name And Address» — 3:07
5. «Don't Let It Bring You Down» (Маккартні/Лейн) — 4:34
6. «Morse Moose And The Grey Goose» (Маккартні/Лейн) — 6:25

### Додаткові композиції
Увійшли до CD-перевидання альбому 1993 року:
1. «Girls School» —	4:35
2. «Mull Of Kintyre» —  (Маккартні/Лейн)  4:41

## Учасники запису
- Пол Маккартні — основний вокал, гітара, бас-гітара, клавішні
- Лінда Маккартні — клавішні, вокал, перкусія
- Денні Лейн — вокал, гітара, бас-гітара, клавішні, гармоніка, перкусія
- Джо Інгліш — ударні, вокал, перкусія, гармоніка
- Джиммі Маккала — соло-гітара, перкусія